# Hexatoma (Eriocera) luxuriosa
Hexatoma (Eriocera) luxuriosa is een tweevleugelige uit de familie steltmuggen (Limoniidae). De soort komt voor in het Oriëntaals gebied.